# Macroscelides proboscideus
Il macroscelide dalle orecchie corte o toporagno elefante dalle orecchie corte (Macroscelides proboscideus, Shaw, 1800) è un mammifero della famiglia dei Macroscelididae. È l'unica specie appartenente al genere Macroscelides.

## Descrizione
La specie è una delle più piccole della famiglia: la lunghezza del corpo, testa inclusa, è tra 10 e 11 cm., quella della coda tra 10 e 14 cm., il peso tra 30 e 50 g. Il colore è bruno-rossastro sul dorso e biancastro sul lato ventrale. Le orecchie sono più piccole e rotonde di quelle delle altre specie di toporagno elefante.

## Biologia
La dieta consiste soprattutto in formiche e termiti, ma può includere altri insetti e anche vegetali. L'attività è usualmente diurna. è un animale territoriale e solitario, che interrompe l'isolamento solo nella stagione degli accoppiamenti. Scava tane e lunghi tunnel che gli permettono di spostarsi al riparo dai predatori.

## Distribuzione e habitat
Si trova in zone desertiche o semiaride del Botswana, della Namibia e del Sudafrica occidentale.

## Conservazione
La IUCN red list, che nel 1996 aveva classificato questa specie tra le vulnerabili, nel 2003 ha rivisto la classificazione includendola tra quelle a minimo rischio di estinzione.